# 里奇·托威爾
理查德·帕特里克·「里奇」·托威爾（英語：Richard Patrick "Richie" Towell；1991年7月17日—）是一位愛爾蘭職業足球選手，在場上的位置是中場。現在效力於英乙球隊沙福特城。他的職業生涯開始於蘇格蘭球隊凱爾特人足球俱樂部。他也曾代表愛爾蘭國青隊參加比賽。

## 外部連結
- 足球数据库：里奇·托威爾的球员统计数据
- UEFA Profile （页面存档备份，存于）